# I blomman av min ungdoms dagar
I blomman av min ungdoms dagar är en ungdomspsalm skriven av Gudmund Jöran Adlerbeth, (1751–1818). Psalmen ingick troligen i 1814 års psalmförslag. 
Den har 6 verser och inleds 1819 med orden:
I blomman av min ungdoms dagar
Vem är jag skyldig tacksamhet,
Om ej den Gud, vars milda lagar
Mig styrka skänkt och munterhet
Melodi är Dig skall min själ sitt offer bära

## Publicerad som
- Nr 348 i 1819 års psalmbok under rubriken "Ungdom och ålderdom: För ynglingar"
- Nr 524 i 1937 års psalmbok under rubriken "Ungdom"